# Harricz
Harricz – wieś w Armenii, w prowincji Szirak. W 2011 roku liczyła 1535 mieszkańców.